# 사이먼 코웰
사이먼 카월(Simon Phillip Cowell, 1959년 10월 7일~)은 영국의 TV, 음악 프로듀서이자 기업가이다. 웨스트라이프, 개러스 게이츠 등의 프로듀서였으며 《아메리칸 아이돌》의 심사위원을 맡으면서 대중적인 인기를 얻기 시작했다. 현재는 《더 엑스 팩터》, 《브리튼스 갓 탤런트》등 미국과 영국의 여러 유명 음악 프로그램의 심사위원으로 활동하고 있다.
2010년 아이티 지진 피해 난민을 돕기 위한 음반 《Everybody Hurts》를 제작하기도 했다.